# Raoul Tissot
Raoul Tissot (Sint-Joost-ten-Node, 18 november 1853 - Den Haag, 16 januari 1936) was een Nederlandse burgemeester. 

## Leven en werk
Tissot werd in 1853 in het Belgische Saint Josse ten Noode geboren als zoon van Joseph Marie Tissot en van Ernestine baronesse de Charon de Saint German. Tissot was voor zijn benoeming tot burgemeester majoor-commandant van het 9e bataljon van de schutterij in Zuid-Holland en woonde te Papendrecht. In 1887 werd hij benoemd tot burgemeester van Waddinxveen en betrok daar de in opdracht van zijn voorganger gebouwde ambtswoning "De Beukenhof" aan de Kerkweg. Twee jaar later kreeg hij op eigen verzoek eervol ontslag als burgemeester. Hij vestigde zich daarna in Arnhem.
Tissot trouwde op 30 juni 1887 te Arnhem met Adriana Louise Lorentz. Hij overleed in januari 1936 in Den Haag op 82-jarige leeftijd.